# Arthur Schawlow
Arthur Leonard Schawlow (født 5. maj 1921, død 28. april 1999) var en amerikansk fysiker, der for sit arbejde med udviklingen af laseren modtog Nobelprisen i fysik i 1981.
Schawlow voksede op i Canada og fik sin uddannelse på University of Toronto, hvor han tog en ph.d. Derefter flyttede han til Columbia University i New York, hvor han arbejdede sammen med Charles Townes. I 1951 flyttede han og Townes videre til Bell Labs, hvor de skabte det teoretiske grundlag for laseren. Efter ti år på Bell blev han udnævnt til professor på Harvard University, hvor han forblev til sin pensionering i 1996. 
Arthur Schawlow arbejdede hovedsageligt inden for optik, og efter at laseren blev skabt, arbejdede han sammen med Nicolaas Bloembergen om brugen af denne til spektrografi, for hvilket de blev tildelt Nobelprisen i 1981 sammen med Kai Siegbahn. Ved siden af dette område foretog han også eksperimenter med superledere og inden for kernemagnetisk resonans. 
I 1991 blev der indstiftet en pris til hans ære, Arthur L. Schawlow-prisen for laservidenskab, der tildeles forskere, der har opnået fine resultater inden for grundforskning ved hjælp af laser.